# Xã Shaokatan, Quận Lincoln, Minnesota
Xã Shaokatan (tiếng Anh: Shaokatan Township) là một xã thuộc quận Lincoln, tiểu bang Minnesota, Hoa Kỳ. Năm 2010, dân số của xã này là 178 người.